# کراینزن
کراینزن (به آلمانی: Kreiensen) یک منطقهٔ مسکونی در آلمان است که در آینبک واقع شده‌است. کراینزن ۶٬۸۴۶ نفر جمعیت دارد.